# Mantasoa
Mantasoa é uma comuna de Madagascar, pertencente ao distrito de Manjakandriana, na região de Analamanga. Sua população, segundo o censo de 2002, era de aproximadamente 10 000 habitantes.